# Sibatania mactata
Sibatania mactata är en fjärilsart som beskrevs av Felder 1875. Sibatania mactata ingår i släktet Sibatania och familjen mätare. Inga underarter finns listade i Catalogue of Life.